# Кріпке
Крі́пке (до 1948 року — Тауб, до початку XX століття — Кучюк-Кият, крим. Küçük Qıyat) — село Перекопського району Автономної Республіки Крим. Розташоване на півночі району. Від 2014 року село окуповане Росією.

## Назва
Офіційна назва села походить від рос. крепкое, що перекладається як укр. міцне. Кримськотатарською мовою село зветься Кучюк-Кият (крим. Küçük Qıyat). До 1945 року це була офіційна назва. У кримськотатарській мові використовується і в наші дні. Зміна назви пов'язана з насильницьким вивезенням кримськотатарського народу з Криму після відновлення радянської влади.